# Betsy (chanteuse)
 (décembre 2024).
Si vous disposez d'ouvrages ou d'articles de référence ou si vous connaissez des sites web de qualité traitant du thème abordé ici, merci de compléter l'article en donnant les références utiles à sa vérifiabilité et en les liant à la section « Notes et références ».
Pour les articles homonymes, voir Betsy (homonymie).
Betsy, née le 27 janvier 2013 à Saint-Pétersbourg, est une chanteuse et blogueuse russe.

## Biographie

### Carrière
À l’âge de cinq ans, elle ouvre son premier blog vidéo, que ses parents l’aident à gérer. Sa première vidéo la montrait en train de manger des fruits et d'interagir avec une peluche. Actuellement, Betsy partage régulièrement des épisodes amusants de sa vie avec son public sur YouTube et a également publié une série de concours avec sa famille, mais le thème principal de sa chaîne est le chant. Elle enregistre des chansons depuis plusieurs années. Son père est le compositeur Mikhail Chertishchev (ru), qui écrit également toutes ses chansons.
Sa chanson en collaboration avec les jumeaux M&A « Simple Dimple Pop It Squish » est devenue virale sur TikTok en 2021, avec des vidéos sur les jouets anti-stress utilisant le son.
D'autres chansons de Betsy qui sont devenues virales sur les réseaux sociaux étaient « Я тебе поставлю лайк » (« Je te donnerai un like »), et « Pump It Up ».
Au printemps 2024, Betsy a sorti une chanson intitulée « Я не пон » (« Je n'ai pas compris »), basée sur des messages de haine qu'elle avait reçus sur Internet,. En juillet, un clip vidéo de la chanson est sorti.
En octobre 2024, elle et Maria Iankovskaia (en), star de la télévision, ont sorti le single « Sigma Boy », qui est devenu viral sur les applications de médias sociaux telles que TikTok. Ce single a également connu un succès sur les plateformes Spotify, YouTube, Shazam et iTunes.  La chanson est arrivée en tête de la playlist Global Viral Hits de Spotify. 

### Vie privée
Betsy fréquente un lycée de Saint-Pétersbourg et fréquente également une école de musique et d'acrobatie.

## Discographie

### Singles
- 2020 : Первоклашка (Première Niveleuse)
- 2020 : Я тебе поставлю лайк (Je vais vous donner un Like)
- 2020 : Жабий бас (Toad Bass)
- 2021 : Simple dimpl pop it squish
- 2021 : Gold Apple
- 2021 : Simple dimpl pop it squish
- 2021 : Фрэнк (Frank)
- 2024 : Я не пон (Je n'ai pas compris)
- 2024 : Sigma Boy feat. Maria Iankovskaia (en)
- 2025 : Queen of Drama

### Collaborations
- 2022 : Capybara de Сто-Личный Она-Нас feat. Betsy